# Liste der Mitgliedstaaten des Weltpostvereins

Mitgliedsländer mit Stand Januar 2012 (rot = kein Mitglied)

Die Liste der Mitgliedstaaten des Weltpostvereins (Liste des Pays-membres de l’UPU) erschien halbjährlich als Broschüre, in der sämtliche Mitgliedsländer des Weltpostvereins einschließlich ihrer Beitragsklasse aufgeführt waren. Außerdem war der jeweilige Stand der Ratifikationen der Weltpostvereinsverträge angegeben.
Diese Liste wird heute im Internet auf den Seiten des Weltpostvereins zur Verfügung gestellt.
Dem Weltpostverein gehören seit dem 4. Oktober 2011 insgesamt 192 Länder an: alle Mitgliedstaaten der Vereinten Nationen (mit Ausnahme von Andorra, den Marshallinseln, den Föderierten Staaten von Mikronesien und Palau) sowie die Vatikanstadt.

## Einteilung

### Beitragsklasse
Die Mitgliedsländer zahlen ihre Beiträge gemäß einer Beitragsklasse. Diese beginnt bei einer Einheit und steigert sich bis zur höchsten Beitragseinheit von 50 für reiche Industrieländer. Für Entwicklungsländer gibt es mit 0,5 Einheiten eine Sonderstufe.
Seit 4. Oktober 2011 gibt es:
- 41 Länder (21,35 %) die den Status eines Entwicklungslandes haben und somit 0,5 Beitragsentgelte bezahlen
- Die größte Gruppe mit 89 Ländern (46,35 %) sind die Länder, die eine Einheit bezahlen, wie zum Beispiel das Fürstentum Liechtenstein.
- Es folgen 22 Länder (11,46 %) die drei Einheiten bezahlen.
- Die Britischen Überseegebiete zahlen vier Einheiten.
- Fünf Einheiten werden von 15 Ländern (7,81 %; darunter Österreich) bezahlt.
- Danach folgt ein Sprung zu 10 Einheiten, die acht Länder zahlen.
- Die nächste Gruppe mit sechs Mitgliedern (darunter die Schweiz) zahlt 15 Einheiten.
- Vier Länder zahlen 20 Einheiten.
- Drei Länder zahlen 25 Einheiten.
- Kanada zahlt 40 Einheiten.
- Deutschland zahlt 45 Einheiten.[3]
- 50 Einheiten und damit die höchstmögliche Beitragsklasse zahlen die vier Länder Frankreich, Japan, das Vereinigte Königreich und die Vereinigten Staaten ein. Obwohl diese vier gerade einmal 2,08 % der Mitglieder ausmachen, stemmen diese 23,13 % aller Beiträge.

Auf dem 24. Weltpostkongress, der 2008 in Genf tagte, wurde beschlossen, dass die jährliche Ausgabengrenze 2009 und 2010 auf 37 Mio. Schweizer Franken (wie schon seit 2006) beschränkt bleibt. Für 2011 und 2012 wurden diese um je 235.000 Schweizer Franken angehoben und sollen vor allem die Inflationsrate ausgleichen.

### Regionalgruppen

Karte der Kontinentalgruppen

Der Weltpostverein gliedert die Mitgliedsländer, seit dem 13. Weltpostkongress 1952 in Brüssel, in fünf Regionalgruppen ein.
Diese sind:
- „Afrika“, die Kontinentalgruppe mit den meisten Mitgliedsländern – 54 Länder (28,13 %)
- „Südasien und Ozeanien“ mit 49 Ländern (25,52 %)
- „Amerika“ mit 36 Ländern (18,75 %)
- „Westeuropa“ mit 28 Ländern (14,58 %)
- „Osteuropa und Nordasien“ mit 25 Ländern (13,02 %)

## Liste

### Mitgliedsländer
Legende:
- In der nachfolgenden Tabelle sind die Mitgliedsländer nach dem Beitrittsdatum sortiert. Wenn mehrere Länder gleichzeitig beigetreten sind, so sind diese nach ISO 3166, beziehungsweise nach der ISO-3166-1-Kodierliste, aufsteigend geordnet.
- Ministerium: falls vorhanden, das jeweilige zuständige Ministerium
- Regulierungsbehörde: falls vorhanden, die jeweilige Regulierungsbehörde
- Postunternehmen: Das Postunternehmen / Der Postdienstleister, welches die Generaldienstleistungen anbietet
- Postleitzahl: Wenn in dem Land eine Postleitzahlensystem vorhanden ist, wird auf den entsprechenden Artikel verlinkt, sollte der Artikel nicht vorhanden sein, aber ein Postleitzahlensystem vorhanden sein, wird auf die entsprechende Webseite als Einzelnachweis verlinkt. Insgesamt haben von den 192 Mitgliedsländern 87 ein Postleitzahlensystem.

| Beitritts- datum | Land                                    | ISO        | Kontinental- gruppe     | Beitrags- einheit | Ministerium                                                               | Regulierungsbehörde                                                           | Postunternehmen                                                            | Postleitzahl                           |
| ---------------- | --------------------------------------- | ---------- | ----------------------- | ----------------- | ------------------------------------------------------------------------- | ----------------------------------------------------------------------------- | -------------------------------------------------------------------------- | -------------------------------------- |
| 1. Juli 1875     | Österreich                              | AT         | Westeuropa              | 05                | –                                                                         | –                                                                             | Österreichische Post AG                                                    | Postleitzahl (Österreich)              |
| 1. Juli 1875     | Aruba, Curaçao u. Sint Maarten          | AW, CW, SX | Amerika                 | 01                | –                                                                         | –                                                                             | Post Aruba N.V.                                                            | –                                      |
| 1. Juli 1875     | Belgien                                 | BE         | Westeuropa              | 15                | –                                                                         | Institut belge des services postaux et des télécommunications                 | bpost                                                                      | Postleitzahl (Belgien)                 |
| 1. Juli 1875     | Schweiz                                 | CH         | Westeuropa              | 15                | –                                                                         | Eidgenössische Postkommission PostCom                                         | Die Schweizerische Post                                                    | Postleitzahl (Schweiz)                 |
| 1. Juli 1875     | Deutschland                             | DE         | Westeuropa              | 45                | Bundesministerium für Wirtschaft und Klimaschutz                          | Bundesnetzagentur                                                             | Deutsche Post AG                                                           | Postleitzahl (Deutschland)             |
| 1. Juli 1875     | Dänemark                                | DK         | Westeuropa              | 10                | –                                                                         | Trafikstyrelsen                                                               | PostNord                                                                   | Postleitzahl (Dänemark)                |
| 1. Juli 1875     | Ägypten                                 | EG         | Afrika                  | 05                | –                                                                         | –                                                                             | Egypt Post                                                                 | –                                      |
| 1. Juli 1875     | Spanien                                 | ES         | Westeuropa              | 25                | –                                                                         | –                                                                             | Correos y Telégrafos                                                       | Postleitzahl (Spanien)                 |
| 1. Juli 1875     | Vereinigtes Königreich                  | GB         | Westeuropa              | 50                | –                                                                         | Postcomm – Postal Services Commission                                         | Royal Mail Group plc                                                       | Postleitzahl (Vereinigtes Königreich)  |
| 1. Juli 1875     | Griechenland                            | GR         | Westeuropa              | 03                | –                                                                         | –                                                                             | Hellenic Post ELTA                                                         | Postleitzahl (Griechenland)            |
| 1. Juli 1875     | Ungarn                                  | HU         | Osteuropa und Nordasien | 05                | –                                                                         | –                                                                             | Magyar Posta                                                               | Postleitzahl (Ungarn)                  |
| 1. Juli 1875     | Italien                                 | IT         | Westeuropa              | 25                | Ministerium für wirtschaftliche Entwicklung Abteilung: Kommunikation      | –                                                                             | Poste Italiane                                                             | Postleitzahl (Italien)                 |
| 1. Juli 1875     | Luxemburg                               | LU         | Westeuropa              | 03                | –                                                                         | –                                                                             | Post Luxembourg                                                            | Postleitzahl (Luxemburg)               |
| 1. Juli 1875     | Niederlande                             | NL         | Westeuropa              | 15                | –                                                                         | –                                                                             | PostNL                                                                     | Postleitzahl (Niederlande)             |
| 1. Juli 1875     | Norwegen                                | NO         | Westeuropa              | 10                | –                                                                         | –                                                                             | Posten Bring                                                               | Postleitzahl (Norwegen)                |
| 1. Juli 1875     | Portugal                                | PT         | Westeuropa              | 03                | –                                                                         | ICP – ANACOM Autoridade Nacional de Comunicaçoes de Portugal                  | CTT Correios de Portugal                                                   | Postleitzahl (Portugal)                |
| 1. Juli 1875     | Rumänien                                | RO         | Osteuropa und Nordasien | 03                | –                                                                         | –                                                                             | Poșta Română                                                               | Postleitzahl (Rumänien)                |
| 1. Juli 1875     | Russische Föderation                    | RU         | Osteuropa und Nordasien | 15                | –                                                                         | –                                                                             | Potschta Rossii                                                            | Postleitzahl (Russland)                |
| 1. Juli 1875     | Schweden                                | SE         | Westeuropa              | 15                | –                                                                         | PTS National Post and Telecom Agency                                          | Posten Sweden Post                                                         | Postleitzahl (Schweden)                |
| 1. Juli 1875     | Türkei                                  | TR         | Westeuropa              | 05                | –                                                                         | –                                                                             | PTT                                                                        | Postleitzahl (Türkei)                  |
| 1. Juli 1875     | Vereinigte Staaten von Amerika          | US         | Amerika                 | 50                | Außenministerium der Vereinigten Staaten                                  | Postal Regulatory Commission                                                  | United States Postal Service                                               | ZIP-Code                               |
| 1. Jan. 1876     | Frankreich                              | FR         | Westeuropa              | 50                | Direction générale des entreprises                                        | Autorité de Régulation des Communications Electroniques et des Postes         | La Poste                                                                   | Code Postal                            |
| 1. Juli 1876     | Indien                                  | IN         | Südasien und Ozeanien   | 20                | –                                                                         | –                                                                             | India Post                                                                 | Postleitzahl (Indien)                  |
| 1. Apr. 1877     | Britische Überseegebiete                | –          | Südasien und Ozeanien   | 04                | –                                                                         | –                                                                             | –                                                                          | PLZ Britische Überseegebiete           |
| 1. Mai 1877      | Indonesien                              | ID         | Südasien und Ozeanien   | 5                 | –                                                                         | –                                                                             | Post Indonesia                                                             | Postleitzahl (Indonesien)              |
| 1. Juni 1877     | Japan                                   | JP         | Südasien und Ozeanien   | 50                | Ministerium für Innere Angelegenheiten und Kommunikation                  | –                                                                             | Japan Post                                                                 | Postleitzahl (Japan)                   |
| 1. Juli 1877     | Brasilien                               | BR         | Amerika                 | 10                | Ministério das Comunicações                                               | –                                                                             | Correios                                                                   | Postleitzahl (Brasilien)               |
| 1. Sep. 1877     | Iran                                    | IR         | Südasien und Ozeanien   | 05                | –                                                                         | –                                                                             | Islamic Republic of Iran Post Co.                                          | –                                      |
| 1. Apr. 1878     | Argentinien                             | AR         | Amerika                 | 03                | –                                                                         | –                                                                             | Correo Argentino                                                           | Postleitzahl (Argentinien)             |
| 1. Juli 1878     | Kanada                                  | CA         | Amerika                 | 40                | –                                                                         | –                                                                             | Canada Post                                                                | Postleitzahl (Kanada)                  |
| 1. Apr. 1879     | Honduras                                | HN         | Amerika                 | 01                | –                                                                         | –                                                                             | Honducor                                                                   | –                                      |
| 1. Apr. 1879     | Liberia                                 | LR         | Afrika                  | 00,5              | –                                                                         | Ministry of Posts and Telecommunications                                      | –                                                                          | –                                      |
| 1. Apr. 1879     | Mexiko                                  | MX         | Amerika                 | 10                | –                                                                         | –                                                                             | Correos de México                                                          | Postleitzahl (Mexiko)                  |
| 1. Apr. 1879     | Peru                                    | PE         | Amerika                 | 01                | Ministerio de Transportes, Comunicaciones, Vivienda y Construcción        | –                                                                             | SERPOST – Servicios Postales del Perú                                      | Postleitzahl (Peru)                    |
| 1. Apr. 1879     | El Salvador                             | SV         | Amerika                 | 01                | –                                                                         | –                                                                             | Correos de El Salvador                                                     | –                                      |
| 1. Juli 1879     | Bulgarien                               | BG         | Osteuropa und Nordasien | 03                | State agency for Information Technologies and Communications              | Communications Regulation Commission                                          | Bulgarian Posts                                                            | Postleitzahl (Bulgarien)               |
| 1. Jan. 1880     | Venezuela                               | VE         | Amerika                 | 01                | Ministerio del Poder Popular para las Telecomunicaciones y la Informática | –                                                                             | IPOSTEL – Instituto Postal Telegráfico de Venezuela                        | Postleitzahl (Venezuela)               |
| 1. Juli 1880     | Ecuador                                 | EC         | Amerika                 | 01                | –                                                                         | –                                                                             | Correos del Ecuador                                                        | Postleitzahl (Ecuador)                 |
| 1. Juli 1880     | Uruguay                                 | UY         | Amerika                 | 03                | –                                                                         | –                                                                             | Correo Uruguayo                                                            | Postleitzahl (Uruguay)                 |
| 1. Okt. 1880     | Dominikanische Republik                 | DO         | Amerika                 | 01                | –                                                                         | –                                                                             | INPOSDOM – Instituto Postal Dominicano                                     | Postleitzahl (Dominikanische Republik) |
| 1. Apr. 1881     | Chile                                   | CL         | Amerika                 | 03                | –                                                                         | –                                                                             | Correos de Chile                                                           | Postleitzahl (Chile)                   |
| 1. Juli 1881     | Kolumbien                               | CO         | Amerika                 | 03                | –                                                                         | –                                                                             | 4-72 La Red Postal de Colombia                                             | Postleitzahl (Kolumbien)               |
| 1. Juli 1881     | Haiti                                   | HT         | Amerika                 | 00,5              | –                                                                         | –                                                                             | Office des Postes d’Haiti                                                  | Postleitzahl (Haiti)                   |
| 1. Juli 1881     | Paraguay                                | PY         | Amerika                 | 01                | –                                                                         | –                                                                             | Correo Paraguayo                                                           | Postleitzahl (Paraguay)                |
| 1. Aug. 1881     | Guatemala                               | GT         | Amerika                 | 01                | –                                                                         | –                                                                             | El Correo                                                                  | Postleitzahl (Gueatemala)              |
| 1. Mai 1882      | Nicaragua                               | NI         | Amerika                 | 01                | –                                                                         | –                                                                             | Correos de Nicaragua                                                       | –                                      |
| 1. Jan. 1883     | Costa Rica                              | CR         | Amerika                 | 01                | –                                                                         | ARESEP – Autoridad reguladora de los servicios públicos                       | Correos de Costa Rica                                                      | –                                      |
| 1. Juli 1885     | Thailand                                | TH         | Südasien und Ozeanien   | 03                | –                                                                         | –                                                                             | –                                                                          | Postleitzahl (Thailand)                |
| 1. Jan. 1886     | Demokratische Republik Kongo            | CD         | Afrika                  | 01                | –                                                                         | –                                                                             | –                                                                          | –                                      |
| 1. Apr. 1886     | Bolivien                                | BO         | Amerika                 | 01                | –                                                                         | –                                                                             | Agencia Boliviana de Correos                                               | –                                      |
| 1. Juli 1888     | Tunesien                                | TN         | Afrika                  | 05                | –                                                                         | –                                                                             | La Poste Tunisienne                                                        | Postleitzahl (Tunesien)                |
| 31. Dez. 1899    | Südkorea                                | KR         | Südasien und Ozeanien   | 15                | Ministry of Science, ICT and Future Planning                              | –                                                                             | Korea Post                                                                 | Postleitzahl (Südkorea)                |
| 4. Okt. 1902     | Kuba                                    | CU         | Amerika                 | 01                | Ministerio de la Informática y las comunicaciones de Cuba                 | –                                                                             | –                                                                          | –                                      |
| 11. Juni 1904    | Panama                                  | PA         | Amerika                 | 01                | –                                                                         | –                                                                             | Correos de Panama                                                          | Postleitzahl (Panama)                  |
| 1. Okt. 1907     | Australien                              | AU         | Südasien und Ozeanien   | 20                | –                                                                         | –                                                                             | Australia Post                                                             | Postleitzahl (Australien)              |
| 1. Okt. 1907     | Algerien                                | DZ         | Afrika                  | 05                | Ministère de la Poste et des TIC                                          | –                                                                             | Algérie Poste                                                              | Postleitzahl (Algerien)                |
| 1. Okt. 1907     | Neuseeland (inklusive Ross-Nebengebiet) | NZ         | Südasien und Ozeanien   | 05                | Ministry of Economic Development                                          | –                                                                             | New Zealand Post                                                           | Postleitzahl (Neuseeland)              |
| 1. Nov. 1908     | Äthiopien                               | ET         | Afrika                  | 00,5              | –                                                                         | –                                                                             | Ethiopian postal service                                                   | –                                      |
| 1. März 1914     | Volksrepublik China                     | CN         | Südasien und Ozeanien   | 25                | –                                                                         | –                                                                             | China Post                                                                 | Postleitzahl (China)                   |
| 1. März 1914     | San Marino                              | SM         | Westeuropa              | 01                | –                                                                         | –                                                                             | Azienda autonoma di stato filatelica                                       | siehe Postleitzahl (Italien)           |
| 12. Feb. 1918    | Finnland inklusive Åland                | FI         | Westeuropa              | 10                | –                                                                         | Finnish Communications Regulatory Authority                                   | Itella Posti Oy und Posten Åland Ab                                        | Postleitzahl (Finnland)                |
| 1. Mai 1919      | Polen                                   | PL         | Osteuropa und Nordasien | 05                | –                                                                         | –                                                                             | Poczta Polska                                                              | Postleitzahl (Polen)                   |
| 15. Nov. 1919    | Island                                  | IS         | Westeuropa              | 01                | –                                                                         | –                                                                             | Islandspostur hf                                                           | Postleitzahl (Island)                  |
| 1. Okt. 1920     | Marokko                                 | MA         | Afrika                  | 05                | –                                                                         | –                                                                             | Barid Al-Maghrib – Poste Maroc                                             | Postleitzahl (Marokko)                 |
| 1. Jan. 1922     | Philippinen                             | PH         | Südasien und Ozeanien   | 01                | –                                                                         | –                                                                             | PHILPOST – Philippine Postal Corporation                                   | Postleitzahl (Philippinen)             |
| 1. März 1922     | Albanien                                | AL         | Westeuropa              | 01                | –                                                                         | –                                                                             | Posta shqiparte                                                            | Postleitzahl (Albanien)                |
| 6. Sep. 1923     | Irland                                  | IE         | Westeuropa              | 03                | –                                                                         | –                                                                             | An Post – regulatory and International affairs Unit                        | Postleitzahl (Irland)                  |
| 1. Jan. 1927     | Saudi-Arabien                           | SA         | Südasien und Ozeanien   | 20                | –                                                                         | –                                                                             | Saudi Post                                                                 | Postleitzahl (Saudi-Arabien)           |
| 1. Apr. 1928     | Afghanistan                             | AF         | Südasien und Ozeanien   | 00,5              | –                                                                         | –                                                                             | Afghan Post                                                                | Postleitzahl (Afghanistan)             |
| 22. Apr. 1929    | Irak                                    | IQ         | Südasien und Ozeanien   | 01                | –                                                                         | –                                                                             | Iraqi Post                                                                 | Postleitzahl (Irak)                    |
| 1. Juni 1929     | Vatikanstadt                            | VA         | Westeuropa              | 01                | –                                                                         | –                                                                             | Vatikanische Post                                                          | 00120; siehe Postleitzahl (Italien)    |
| 1. Jan. 1930     | Jemen                                   | YE         | Südasien und Ozeanien   | 00,5              | –                                                                         | –                                                                             | –                                                                          | –                                      |
| 15. Mai 1946     | Libanon                                 | LB         | Südasien und Ozeanien   | 01                | –                                                                         | –                                                                             | LibanPost                                                                  | –                                      |
| 15. Mai 1946     | Syrien                                  | SY         | Südasien und Ozeanien   | 01                | –                                                                         | –                                                                             | Syrian Post                                                                | –                                      |
| 13. Mai 1947     | Belarus                                 | BY         | Osteuropa und Nordasien | 01                | –                                                                         | –                                                                             | Belpost                                                                    | Postleitzahl (Weißrussland)            |
| 13. Mai 1947     | Ukraine                                 | UA         | Osteuropa und Nordasien | 05                | State Committee of Communications and Informatization                     | –                                                                             | Ukrposhta                                                                  | Postleitzahl (Ukraine)                 |
| 16. Mai 1947     | Jordanien                               | JO         | Südasien und Ozeanien   | 01                | –                                                                         | –                                                                             | Jordan Post                                                                | –                                      |
| 10. Nov. 1947    | Pakistan                                | PK         | Südasien und Ozeanien   | 10                | –                                                                         | –                                                                             | Pakistan Post                                                              | Postleitzahl (Pakistan)                |
| 13. Juli 1949    | Sri Lanka                               | LK         | Südasien und Ozeanien   | 03                | –                                                                         | –                                                                             | Sri Lanka Post                                                             | Postleitzahl (Sri Lanka)               |
| 4. Okt. 1949     | Myanmar                                 | MM         | Südasien und Ozeanien   | 01                | –                                                                         | –                                                                             | –                                                                          | Postleitzahl (Myanmar)                 |
| 24. Dez. 1949    | Israel                                  | IL         | Südasien und Ozeanien   | 03                | –                                                                         | –                                                                             | Israel Post                                                                | Postleitzahl (Israel)                  |
| 20. Okt. 1951    | Vietnam                                 | VN         | Südasien und Ozeanien   | 01                | –                                                                         | –                                                                             | VNPT – Vietnam Posts and Telecommunications Group                          | Postleitzahl (Vietnam)                 |
| 21. Dez. 1951    | Kambodscha                              | KH         | Südasien und Ozeanien   | 01                | Ministry of Posts and Telecommunications                                  | –                                                                             | Cambodia Post                                                              | –                                      |
| 20. Mai 1952     | Laos                                    | LA         | Südasien und Ozeanien   | 00,5              | –                                                                         | –                                                                             | –                                                                          | –                                      |
| 4. Juni 1952     | Libyen                                  | LY         | Afrika                  | 03                | –                                                                         | –                                                                             | –                                                                          | –                                      |
| 12. Okt. 1955    | Monaco                                  | MC         | Westeuropa              | 01                | –                                                                         | –                                                                             | La Poste Monaco                                                            | 98...                                  |
| 27. Juli 1956    | Sudan                                   | SD         | Afrika                  | 00,5              | –                                                                         | –                                                                             | –                                                                          | –                                      |
| 11. Okt. 1956    | Nepal                                   | NP         | Südasien und Ozeanien   | 00,5              | –                                                                         | –                                                                             | Nepal Postal Services                                                      | Postleitzahl (Nepal)                   |
| 10. Okt. 1957    | Ghana                                   | GH         | Afrika                  | 03                | –                                                                         | –                                                                             | Ghana Post                                                                 | Postleitzahl (Ghana)                   |
| 17. Jan. 1958    | Malaysia                                | MY         | Südasien und Ozeanien   | 03                | –                                                                         | –                                                                             | Pos Malaysia                                                               | Postleitzahl (Malaysia)                |
| 1. Apr. 1959     | Somalia                                 | SO         | Afrika                  | 00,5              | –                                                                         | –                                                                             | –                                                                          | –                                      |
| 6. Mai 1959      | Guinea                                  | GN         | Afrika                  | 00,5              | –                                                                         | –                                                                             | –                                                                          | –                                      |
| 16. Feb. 1960    | Kuwait                                  | KW         | Südasien und Ozeanien   | 05                | Kuwait Ministry of Communications                                         | –                                                                             | –                                                                          | –                                      |
| 26. Juli 1960    | Kamerun                                 | CM         | Afrika                  | 01                | –                                                                         | Agence de Régulation des Marchés Publics (ARMP)                               | CAMPOST – Cameroon Postal Services                                         | –                                      |
| 21. Apr. 1961    | Mali                                    | ML         | Afrika                  | 00,5              | –                                                                         | –                                                                             | Office national des postes                                                 | –                                      |
| 27. Apr. 1961    | Benin                                   | BJ         | Afrika                  | 00,5              | –                                                                         | –                                                                             | La Poste du Bénin                                                          | –                                      |
| 23. Mai 1961     | Kongo (Republik)                        | CG         | Afrika                  | 01                | –                                                                         | –                                                                             | –                                                                          | –                                      |
| 23. Mai 1961     | Elfenbeinküste                          | CI         | Afrika                  | 03                | –                                                                         | –                                                                             | La Poste de Côte d’Ivoire                                                  | –                                      |
| 12. Juni 1961    | Niger                                   | NE         | Afrika                  | 00,5              | –                                                                         | –                                                                             | –                                                                          | –                                      |
| 14. Juni 1961    | Senegal                                 | SN         | Afrika                  | 01                | –                                                                         | –                                                                             | PosteFinances                                                              | –                                      |
| 23. Juni 1961    | Tschad                                  | TD         | Afrika                  | 00,5              | –                                                                         | –                                                                             | –                                                                          | –                                      |
| 28. Juni 1961    | Zentralafrikanische Republik            | CF         | Afrika                  | 00,5              | –                                                                         | –                                                                             | –                                                                          | –                                      |
| 10. Juli 1961    | Nigeria                                 | NG         | Afrika                  | 5                 | –                                                                         | –                                                                             | Nigerian Postal Service                                                    | Postleitzahl (Nigeria)                 |
| 17. Juli 1961    | Gabun                                   | GA         | Afrika                  | 01                | Ministère de l’Economie Numérique et de la Poste (MENP)                   | Autorité de Régulation des Communications Electroniques et des Postes (ARCEP) | La Poste SA                                                                | –                                      |
| 2. Nov. 1961     | Madagaskar                              | MG         | Afrika                  | 01                | –                                                                         | –                                                                             | Paositra Malagasy                                                          | Postleitzahl (Madagaskar)              |
| 23. Nov. 1961    | Zypern (Republik)                       | CY         | Westeuropa              | 01                | –                                                                         | –                                                                             | Cyprus Post                                                                | Postleitzahl (Zypern)                  |
| 29. Jan. 1962    | Sierra Leone                            | SL         | Afrika                  | 00,5              | –                                                                         | –                                                                             | Sierra Leone Postal Services                                               | –                                      |
| 21. März 1962    | Togo                                    | TG         | Afrika                  | 00,5              | –                                                                         | –                                                                             | La Poste du Togo                                                           | –                                      |
| 13. Apr. 1962    | Liechtenstein                           | LI         | Westeuropa              | 01                | –                                                                         | –                                                                             | Liechtensteinische Post                                                    | siehe Postleitzahl (Schweiz)           |
| 29. März 1963    | Burkina Faso                            | BF         | Afrika                  | 00,5              | Ministère des Postes et des TIC                                           | –                                                                             | Sonapost                                                                   | –                                      |
| 29. März 1963    | Tansania                                | TZ         | Afrika                  | 00,5              | –                                                                         | –                                                                             | Tanzania Posts Corporation                                                 | –                                      |
| 6. Apr. 1963     | Burundi                                 | BI         | Afrika                  | 00,5              | –                                                                         | –                                                                             | RNP – Régie nationale des postes                                           | –                                      |
| 6. Apr. 1963     | Ruanda                                  | RW         | Afrika                  | 00,5              | –                                                                         | –                                                                             | Rwanda Post                                                                | –                                      |
| 15. Juni 1963    | Trinidad und Tobago                     | TT         | Amerika                 | 01                | –                                                                         | –                                                                             | Trinidad and Tobago Postal Corporation                                     | Postleitzahl (Trinidad und Tobago)     |
| 24. Aug. 1963    | Mongolei                                | MN         | Südasien und Ozeanien   | 01                | –                                                                         | –                                                                             | Mongol Post                                                                | Postleitzahl (Mongolei)                |
| 29. Aug. 1963    | Jamaika                                 | JM         | Amerika                 | 01                | Ministry of Mining and telecommunications                                 | –                                                                             | Jamaica Post                                                               | Postleitzahl (Jamaika)                 |
| 13. Feb. 1964    | Uganda                                  | UG         | Afrika                  | 00,5              | –                                                                         | –                                                                             | Posta Uganda                                                               | –                                      |
| 27. Okt. 1964    | Kenia                                   | KE         | Afrika                  | 03                | –                                                                         | –                                                                             | Posta Kenya                                                                | –                                      |
| 21. Mai 1965     | Malta                                   | MT         | Westeuropa              | 01                | –                                                                         | –                                                                             | Malta Post                                                                 | Postleitzahl (Malta)                   |
| 8. Jan. 1966     | Singapur                                | SG         | Südasien und Ozeanien   | 01                | –                                                                         | –                                                                             | SingPost                                                                   | Postleitzahl (Singapur)                |
| 25. Okt. 1966    | Malawi                                  | MW         | Afrika                  | 00,5              | –                                                                         | –                                                                             | Malawi Posts Corporation                                                   | –                                      |
| 22. März 1967    | Guyana                                  | GY         | Amerika                 | 01                | –                                                                         | –                                                                             | Guyana Post Office Corporation                                             | –                                      |
| 22. März 1967    | Mauretanien                             | MR         | Afrika                  | 01                | –                                                                         | –                                                                             | Mauripost – Société Mauritanienne des Postes                               | –                                      |
| 22. März 1967    | Sambia                                  | ZM         | Afrika                  | 01                | –                                                                         | –                                                                             | –                                                                          | –                                      |
| 15. Aug. 1967    | Malediven                               | MV         | Südasien und Ozeanien   | 01                | –                                                                         | –                                                                             | Maldives Post                                                              | Postleitzahl (Malediven)               |
| 6. Sep. 1967     | Lesotho                                 | LS         | Afrika                  | 00,5              | –                                                                         | –                                                                             | Lesotho Post                                                               | –                                      |
| 11. Nov. 1967    | Barbados                                | BB         | Amerika                 | 01                | –                                                                         | –                                                                             | Barbados Postal Service                                                    | Postleitzahl (Barbados)                |
| 12. Jan. 1968    | Botswana                                | BW         | Afrika                  | 01                | –                                                                         | –                                                                             | BotswanaPost                                                               | –                                      |
| 31. Jan. 1969    | Katar                                   | QA         | Südasien und Ozeanien   | 01                | –                                                                         | –                                                                             | Qatar Post                                                                 | –                                      |
| 7. März 1969     | Bhutan                                  | BT         | Südasien und Ozeanien   | 00,5              | –                                                                         | –                                                                             | Bhutan Post                                                                | Postleitzahl (Bhutan)                  |
| 17. Apr. 1969    | Nauru                                   | NR         | Südasien und Ozeanien   | 01                | –                                                                         | –                                                                             | –                                                                          | –                                      |
| 29. Aug. 1969    | Mauritius                               | MU         | Afrika                  | 01                | –                                                                         | –                                                                             | Mauritius Post                                                             | Postleitzahl (Mauritius)               |
| 7. Nov. 1969     | Eswatini                                | SZ         | Afrika                  | 01                | –                                                                         | –                                                                             | Eswatini Posts & Telecommunications Corporation                            | Postleitzahl (Swasiland)               |
| 24. Juli 1970    | Äquatorialguinea                        | GQ         | Afrika                  | 00,5              | –                                                                         | –                                                                             | –                                                                          | –                                      |
| 18. Juni 1971    | Fidschi                                 | FJ         | Südasien und Ozeanien   | 01                | –                                                                         | –                                                                             | Post Fiji                                                                  | –                                      |
| 17. Aug. 1971    | Oman                                    | OM         | Südasien und Ozeanien   | 01                | –                                                                         | –                                                                             | Oman Post                                                                  | –                                      |
| 26. Jan. 1972    | Tonga                                   | TO         | Südasien und Ozeanien   | 01                | –                                                                         | –                                                                             | –                                                                          | –                                      |
| 7. Feb. 1973     | Bangladesch                             | BD         | Südasien und Ozeanien   | 03                | –                                                                         | –                                                                             | Bangladesh Post Office                                                     | Postleitzahl (Bangladesch)             |
| 30. März 1973    | Vereinigte Arabische Emirate            | AE         | Südasien und Ozeanien   | 01                | –                                                                         | –                                                                             | Emirates Post                                                              | –                                      |
| 21. Dez. 1973    | Bahrain                                 | BH         | Südasien und Ozeanien   | 01                | –                                                                         | –                                                                             | Bahrain Post                                                               | –                                      |
| 24. Apr. 1974    | Bahamas                                 | BS         | Amerika                 | 01                | –                                                                         | –                                                                             | Bahamas Postal Service                                                     | –                                      |
| 30. Mai 1974     | Guinea-Bissau                           | GW         | Afrika                  | 00,5              | –                                                                         | –                                                                             | –                                                                          | –                                      |
| 6. Juni 1974     | Nordkorea                               | KP         | Südasien und Ozeanien   | 01                | –                                                                         | –                                                                             | –                                                                          | –                                      |
| 9. Okt. 1974     | Gambia                                  | GM         | Afrika                  | 00,5              | –                                                                         | –                                                                             | Gambia Postal services Corporation                                         | –                                      |
| 20. Apr. 1976    | Suriname                                | SR         | Amerika                 | 01                | –                                                                         | –                                                                             | Surpost                                                                    | –                                      |
| 4. Juni 1976     | Papua-Neuguinea                         | PG         | Südasien und Ozeanien   | 01                | –                                                                         | –                                                                             | Post PNG                                                                   | –                                      |
| 29. Juli 1976    | Komoren                                 | KM         | Afrika                  | 00,5              | –                                                                         | –                                                                             | Societé Nationale des Postes et des Services Financiers                    | –                                      |
| 30. Sep. 1976    | Kap Verde                               | CV         | Afrika                  | 00,5              | –                                                                         | –                                                                             | Correios de Cabo Verde                                                     | –                                      |
| 3. März 1977     | Angola                                  | AO         | Afrika                  | 00,5              | –                                                                         | –                                                                             | Correios de Angola                                                         | –                                      |
| 22. Aug. 1977    | São Tomé und Príncipe                   | ST         | Afrika                  | 00,5              | –                                                                         | –                                                                             | –                                                                          | –                                      |
| 7. Okt. 1977     | Seychellen                              | SC         | Afrika                  | 01                | –                                                                         | –                                                                             | –                                                                          | –                                      |
| 30. Jan. 1978    | Grenada                                 | GD         | Amerika                 | 01                | –                                                                         | –                                                                             | Grenada Postal Corporation                                                 | –                                      |
| 6. Juni 1978     | Dschibuti                               | DJ         | Afrika                  | 00,5              | –                                                                         | –                                                                             | –                                                                          | –                                      |
| 11. Okt. 1978    | Mosambik                                | MZ         | Afrika                  | 00,5              | –                                                                         | –                                                                             | –                                                                          | –                                      |
| 31. Jan. 1980    | Dominica                                | DM         | Amerika                 | 01                | –                                                                         | –                                                                             | General Post Office                                                        | –                                      |
| 10. Juli 1980    | St. Lucia                               | LC         | Amerika                 | 01                | –                                                                         | –                                                                             | –                                                                          | –                                      |
| 3. Feb. 1981     | Tuvalu                                  | TV         | Südasien und Ozeanien   | 00,5              | –                                                                         | –                                                                             | –                                                                          | –                                      |
| 3. Feb. 1981     | St. Vincent und die Grenadinen          | VC         | Amerika                 | 01                | –                                                                         | –                                                                             | –                                                                          | –                                      |
| 31. Juli 1981    | Simbabwe                                | ZW         | Afrika                  | 03                | –                                                                         | –                                                                             | Zimpost – Zimbabwe Posts                                                   | –                                      |
| 16. Juli 1982    | Vanuatu                                 | VU         | Südasien und Ozeanien   | 01                | –                                                                         | –                                                                             | Vanuatu Post                                                               | –                                      |
| 1. Okt. 1982     | Belize                                  | BZ         | Amerika                 | 01                | Belize Postal Service                                                     | –                                                                             | –                                                                          | –                                      |
| 14. Apr. 1984    | Kiribati                                | KI         | Südasien und Ozeanien   | 00,5              | –                                                                         | –                                                                             | –                                                                          | –                                      |
| 4. Mai 1984      | Salomonen                               | SB         | Südasien und Ozeanien   | 00,5              | –                                                                         | –                                                                             | –                                                                          | –                                      |
| 15. Jan. 1985    | Brunei                                  | BN         | Südasien und Ozeanien   | 01                | –                                                                         | –                                                                             | Brunei Postal Services                                                     | Postleitzahl (Brunei)                  |
| 11. Jan. 1988    | St. Kitts und Nevis                     | KN         | Amerika                 | 01                | –                                                                         | –                                                                             | –                                                                          | –                                      |
| 9. Aug. 1989     | Samoa                                   | WS         | Südasien und Ozeanien   | 00,5              | –                                                                         | –                                                                             | –                                                                          | –                                      |
| 10. Jan. 1992    | Litauen                                 | LT         | Osteuropa und Nordasien | 01                | –                                                                         | –                                                                             | Lietuvos paštas                                                            | Postleitzahl (Litauen)                 |
| 30. Apr. 1992    | Estland                                 | EE         | Osteuropa und Nordasien | 01                | Ministry of Economic Affairs and Communications                           | –                                                                             | Eesti Post                                                                 | Postleitzahl (Estland)                 |
| 30. Apr. 1992    | Namibia                                 | NA         | Afrika                  | 01                | –                                                                         | –                                                                             | Nam Post                                                                   | –                                      |
| 17. Juni 1992    | Lettland                                | LV         | Osteuropa und Nordasien | 01                | –                                                                         | –                                                                             | Latvia Post                                                                | Postleitzahl (Lettland)                |
| 20. Juli 1992    | Kroatien                                | HR         | Westeuropa              | 01                | –                                                                         | –                                                                             | Hrvatska Posta - Croation Post Inc.                                        | Postleitzahl (Kroatien)                |
| 27. Aug. 1992    | Kasachstan                              | KZ         | Osteuropa und Nordasien | 01                | –                                                                         | –                                                                             | Kazpost                                                                    | –                                      |
| 27. Aug. 1992    | Slowenien                               | SI         | Westeuropa              | 01                | –                                                                         | –                                                                             | Posta Slovenije d.o.o.                                                     | Postleitzahl (Slowenien)               |
| 14. Sep. 1992    | Armenien                                | AM         | Osteuropa und Nordasien | 01                | –                                                                         | –                                                                             | Haypost – Armenian Postal Service                                          | Postleitzahl (Armenien)                |
| 16. Nov. 1992    | Moldawien                               | MD         | Osteuropa und Nordasien | 01                | Ministerul Tehnologiei Informației și Comunicațiilor                      | –                                                                             | Poșta Moldovei                                                             | Postleitzahl (Moldawien)               |
| 26. Jan. 1993    | Bosnien und Herzegowina                 | BA         | Osteuropa und Nordasien | 01                | Ministarstvo komunikacija i prometa                                       | –                                                                             | JP BH POSTA d.o.o. Sarajevo; Poste Srpske und Hrvatska posta d.o.o. Mostar | Postleitzahl (Bosnien und Herzegowina) |
| 26. Jan. 1993    | Kirgisistan                             | KG         | Osteuropa und Nordasien | 01                | –                                                                         | –                                                                             | Kyrgyz Post – Kyrgyz Express Post                                          | Postleitzahl (Kirgisistan)             |
| 26. Jan. 1993    | Turkmenistan                            | TM         | Osteuropa und Nordasien | 01                | –                                                                         | –                                                                             | Turkmenpost                                                                | –                                      |
| 18. März 1993    | Tschechien                              | CZ         | Osteuropa und Nordasien | 05                | –                                                                         | –                                                                             | Česká Pošta                                                                | Postleitzahl (Tschechien)              |
| 18. März 1993    | Slowakei                                | SK         | Osteuropa und Nordasien | 03                | –                                                                         | –                                                                             | Slovenská Posta                                                            | Postleitzahl (Slowakei)                |
| 1. Apr. 1993     | Aserbaidschan                           | AZ         | Osteuropa und Nordasien | 01                | –                                                                         | –                                                                             | Azarpoct                                                                   | Postleitzahl (Aserbaidschan)           |
| 1. Apr. 1993     | Georgien                                | GE         | Osteuropa und Nordasien | 01                | Ministry of Economy and Sustainable Development of Georgia                | –                                                                             | Georgian Post                                                              | Postleitzahl (Georgien)                |
| 12. Juli 1993    | Mazedonien                              | MK         | Osteuropa und Nordasien | 01                | –                                                                         | –                                                                             | Macedonian Post & Telecommunications                                       | Postleitzahl (Mazedonien)              |
| 19. Aug. 1993    | Eritrea                                 | ER         | Afrika                  | 00,5              | –                                                                         | –                                                                             | Eritrean Postal Service                                                    | –                                      |
| 20. Jan. 1994    | Antigua und Barbuda                     | AG         | Amerika                 | 01                | –                                                                         | –                                                                             | –                                                                          | –                                      |
| 24. Feb. 1994    | Usbekistan                              | UZ         | Osteuropa und Nordasien | 01                | –                                                                         | –                                                                             | Post of Uzbekistan                                                         | Postleitzahl (Usbekistan)              |
| 9. Juni 1994     | Tadschikistan                           | TJ         | Osteuropa und Nordasien | 01                | –                                                                         | –                                                                             | –                                                                          | –                                      |
| 22. Aug. 1994    | Südafrika                               | ZA         | Afrika                  | 10                | –                                                                         | –                                                                             | South African Post Office                                                  | Postleitzahl (Südafrika)               |
| 18. Juni 2001    | Serbien                                 | RS         | Osteuropa und Nordasien | 01                | –                                                                         | –                                                                             | PTT Communications „Srbija“                                                | Postleitzahl (Serbien)                 |
| 28. Nov. 2003    | Timor-Leste                             | TL         | Südasien und Ozeanien   | 00,5              | –                                                                         | –                                                                             | –                                                                          | –                                      |
| 26. Juli 2006    | Montenegro                              | ME         | Osteuropa und Nordasien | 01                | –                                                                         | –                                                                             | Pošta Crne Gore                                                            | Postleitzahl (Montenegro)              |
| 4. Okt. 2011     | Südsudan                                | SS         | Afrika                  | 00,5              | –                                                                         | –                                                                             | –                                                                          | –                                      |

### Gebiete die von anderen Ländern vertreten werden
Mit Ausnahme der Inseln Aruba, Curaçao und Sint Maarten, welche zusammen veranlagt werden, so wie den Britischen Überseegebieten, werden die anderen Inseln von ihren jeweiligen Mutterländern (Dänemark, Frankreich, Neuseeland, Niederlande, Vereinigtes Königreich) vertreten.
Legende
- In der nachfolgenden Tabelle sind die Mitgliedsländer nach dem Beitrittsdatum sortiert. Wenn mehrere Länder gleichzeitig beigetreten sind, so sind diese nach ISO 3166, beziehungsweise nach der ISO-3166-1-Kodierliste, aufsteigend geordnet.
- Kontinentalgruppe: Die Zugehörigkeit zu einer Regionalgruppe muss nicht unbedingt mit den geografischen Gegebenheiten übereinstimmen. So gehört beispielsweise die zu Frankreich gehörige Inselgruppe Neukaledonien im südlichen Pazifik zu Westeuropa, da diese vom Mutterland Frankreich im Weltpostverein vertreten wird.
- Ministerium: falls vorhanden, das jeweilige zuständige Ministerium
- Regulierungsbehörde: falls vorhanden, die jeweilige Regulierungsbehörde
- Postunternehmen: Das Postunternehmen / Der Postdienstleister, welches / welcher die Generaldienstleistungen anbietet
- Postleitzahl: Wenn in dem Land eine Postleitzahlensystem vorhanden ist, wird auf den entsprechenden Artikel verlinkt, sollte der Artikel nicht vorhanden sein, aber ein Postleitzahlensystem vorhanden sein, wird auf die entsprechende Webseite als Einzelnachweis verlinkt.

| Beitritts- datum | Land | ISO     | Kontinental- gruppe   | Gehört zu                                            | Ministerium | Postunternehmen                                  | Postleitzahl           |
| ---------------- | --- | ------- | --------------------- | ---------------------------------------------------- | ----------- | ------------------------------------------------ | ---------------------- |
| 1. Juli 1875     | Besondere Gemeinden (Bonaire, Sint Eustatius und Saba)                                                     | BQ (AN) | Westeuropa            | Niederlande                                          | –           | Cpost International (englisch)                   | –                      |
| 1. Juli 1875     | Färöer | FO      | Westeuropa            | Dänemark                                             | –           | Posta                                            | 100–970                |
| 1. Juli 1875     | Grönland                                                                                                   | GL      | Westeuropa            | Dänemark                                             | –           | Post Greenland                                   | 3900–3992              |
| 1. Juli 1875     | Isle of Man                                                                                                | IM      | Westeuropa            | Vereinigtes Königreich Großbritannien und Nordirland | –           | Isle of Man Post                                 | IM1–IM99               |
| 1. Juli 1875     | Jersey | JE      | Westeuropa            | Vereinigtes Königreich Großbritannien und Nordirland | –           | Jersey Post                                      | JE1–JE5                |
| 1. Juli 1875     | Guernsey                                                                                                   | WF      | Westeuropa            | Vereinigtes Königreich Großbritannien und Nordirland | –           | Guernsey Post Limited                            | GY1–GY10               |
| 1. Jan. 1876     | Îles Éparses (Bassas da India, Europa, Juan de Nova, Îles Glorieuses, Tromelin)                            | TF      | Westeuropa            | Frankreich                                           | –           | –                                                | Code Postal            |
| 1. Jan. 1876     | Neukaledonien                                                                                              | NC      | Westeuropa            | Frankreich                                           | –           | Office des Postes et Télécommunications          | Code Postal            |
| 1. Jan. 1876     | Französisch-Polynesien (inklusive Clipperton-Insel)                                                        | PF      | Westeuropa            | Frankreich                                           | –           | Office des Postes et Télécommunications          | Code Postal            |
| 1. Jan. 1876     | Französische Süd- und Antarktisgebiete (St. Paul und Amsterdam-Insel, Crozetinseln, Kerguelen, Adélieland) | TF      | Westeuropa            | Frankreich                                           | –           | –                                                | Code Postal            |
| 1. Jan. 1876     | Wallis und Futuna                                                                                          | WF      | Westeuropa            | Frankreich                                           | –           | –                                                | Code Postal            |
| 1. Jan. 1876     | Mayotte | YT      | Westeuropa            | Französische Überseegebiete                          | –           | –                                                | Code Postal            |
| 1. Jan. 1876     | Französisch-Guayana                                                                                        | GF      | Westeuropa            | Französische Überseegebiete                          | –           | –                                                | Code Postal            |
| 1. Jan. 1876     | Guadeloupe (inkl. St. Barthélemy und St. Martin)                                                           | GP      | Westeuropa            | Französische Überseegebiete                          | –           | –                                                | Code Postal            |
| 1. Jan. 1876     | Martinique                                                                                                 | MQ      | Westeuropa            | Französische Überseegebiete                          | –           | –                                                | Code Postal            |
| 1. Jan. 1876     | Saint-Pierre und Miquelon                                                                                  | PM      | Westeuropa            | Französische Überseegebiete                          | –           | –                                                | Code Postal            |
| 1. Jan. 1876     | Réunion | RE      | Westeuropa            | Französische Überseegebiete                          | –           | –                                                | Code Postal            |
| 1. Apr. 1877     | Ascension (St. Helena, Ascension und Tristan da Cunha)                                                     | AC      | Südasien und Ozeanien | Britische Überseegebiete                             | –           | Ascension Island Post Office & Philatelic Bureau | ASCN 1ZZ               |
| 1. Apr. 1877     | Anguilla                                                                                                   | AI      | Südasien und Ozeanien | Britische Überseegebiete                             | –           | Anguilla Postal Service                          | AI-2640                |
| 1. Apr. 1877     | Bermuda | BM      | Südasien und Ozeanien | Britische Überseegebiete                             | –           | Bermuda Post Office                              | Postleitzahl (Bermuda) |
| 1. Apr. 1877     | Falklandinseln                                                                                             | FK      | Südasien und Ozeanien | Britische Überseegebiete                             | –           | Falkland Islands Philatelic Bureau               | FIQQ 1ZZ               |
| 1. Apr. 1877     | Gibraltar                                                                                                  | GI      | Südasien und Ozeanien | Britische Überseegebiete                             | [ 79 ]      | –                                                | GX11 1AA               |
| 1. Apr. 1877     | Südgeorgien und die Südlichen Sandwichinseln                                                               | GS      | Südasien und Ozeanien | Britische Überseegebiete                             | –           | –                                                | SIQQ 1ZZ               |
| 1. Apr. 1877     | Britisches Territorium im Indischen Ozean                                                                  | IO      | Südasien und Ozeanien | Britische Überseegebiete                             | –           | –                                                | BBND 1ZZ               |
| 1. Apr. 1877     | Kaimaninseln                                                                                               | KY      | Südasien und Ozeanien | Britische Überseegebiete                             | –           | Cayman Islands Postal Service                    | Liste                  |
| 1. Apr. 1877     | Montserrat                                                                                                 | MS      | Südasien und Ozeanien | Britische Überseegebiete                             | –           | –                                                | MSR1110–MSR1350        |
| 1. Apr. 1877     | Pitcairninseln (Pitcairn, Henderson, Ducie und Oeno)                                                       | PN      | Südasien und Ozeanien | Britische Überseegebiete                             | –           | –                                                | PCRN 1ZZ               |
| 1. Apr. 1877     | St. Helena (St. Helena, Ascension und Tristan da Cunha)                                                    | SH      | Südasien und Ozeanien | Britische Überseegebiete                             | –           | St Helena’s Post Office                          | STHL 1ZZ               |
| 1. Apr. 1877     | Tristan da Cunha (St. Helena, Ascension und Tristan da Cunha)                                              | TA      | Südasien und Ozeanien | Britische Überseegebiete                             | –           | Tristan da Cunha Post Office                     | TDCU 1ZZ               |
| 1. Apr. 1877     | Turks- und Caicosinseln                                                                                    | TC      | Südasien und Ozeanien | Britische Überseegebiete                             | –           | The Turks and Caicos Islands Philatelic Bureau   | TKCA 1ZZ               |
| 1. Apr. 1877     | Britische Jungferninseln                                                                                   | VG      | Südasien und Ozeanien | Britische Überseegebiete                             | –           | –                                                | VG1110–VG1160          |
| 1. Okt. 1907     | Cookinseln                                                                                                 | CK      | Südasien und Ozeanien | Neuseeland                                           | –           | –                                                | –                      |
| 1. Okt. 1907     | Niue | NU      | Südasien und Ozeanien | Neuseeland                                           | –           | –                                                | –                      |
| 1. Okt. 1907     | Tokelau | TK      | Südasien und Ozeanien | Neuseeland                                           | –           | –                                                | –                      |

### Nichtvereinsgebiete
Nichtvereinsgebiete sind die nicht zum Bereich des Weltpostvereins gehörenden Gebiete oder Gebietsteile von Ländern des Weltpostvereins. Für die Nebenabkommen zum Weltpostvertrag sind Nichtvereinsgebiete die Gebiete der Länder, die den Nebenabkommen nicht beigetreten sind. Den Vereinsverwaltungen, die Postverbindungen mit Nichtvereinsgebieten unterhalten, ist es überlassen, die näheren Bedingungen hierfür mit den beteiligten Nichtvereinsverwaltungen zu vereinbaren. Der Weltpostvertrag enthält eine Reihe von Richtlinien, die bei solchen Vereinbarungen eingehalten werden sollen, dazu gehören: Gebührenfestsetzung, die Höhe und Ermittlung der Briefdurchgangskosten, sowie das Postpaketabkommen.
|  | Land       | ISO 3166-1 | Kontinental gruppe | Gehört zu | Ministerium | Postunternehmen | Postleitzahl          |
|  | ---------- | ---------- | ------------------ | --------- | ----------- | --------------- | --------------------- |
|  | Westsahara | EH         | Afrika             |           | –           |                 | –                     |
|  | Taiwan     | TW         |                    |           |             |                 | Postleitzahl (Taiwan) |
|  | Guam       | GU         |                    | USA       |             |                 | siehe: ZIP-Code       |
|  | Andorra    | AD         | Westeuropa         |           | –           |                 | AD100–AD701           |

### Sonderstellung der Vereinten Nationen
Durch ein Gutachten des Vollzugs- und Verbindungsausschusses des Weltpostvereins 1948 wurde den Vereinten Nationen das Recht zugestanden, selbst eine eigene Postverwaltung einzurichten und, ohne selbst Mitglied des Weltpostvereins zu sein, diese durch ein Mitglied des Vereins vertreten zu lassen. Die Generalversammlung der Vereinten Nationen ermächtigte 1950 den Generalsekretär Trygve Lie, die Postverwaltung der Vereinten Nationen einzurichten und ein Postabkommen zwischen der UN und der für den Sitz der Vereinten Nationen in New York City zuständigen Regierung der USA abzuschließen. Dieses Abkommen trat 1951 in Kraft. Die Postverwaltung der USA leitet gleichzeitig die Postverwaltung der Vereinten Nationen.